# さくら丸 (東海汽船)
さくら丸（さくらまる）は、東海汽船が運航していた旅客船。

## 概要
三菱重工業下関造船所で建造され、1965年に横浜港 - 江の島 - 伊豆大島航路に就航した。
1982年にタイ王国のSeatran Marineに売却され、SEATRAN QUEENとして就航した。

## 設計
あじさい丸に続く近代化船の2番船である。本船から貨物搭載能力のない旅客船となり、はまゆう丸 (初代)、かとれあ丸 (初代)、ふりいじあ丸、さるびあ丸 (初代)が続けて建造された。あじさい丸と同様にファンネルはマック式で、ファンネルマークの代わりに船首に東海汽船のマークが入れられている。遊歩甲板が操舵室下まで回り込む構造は、はまゆう丸 (初代)、かとれあ丸 (初代)にも採用された。

## 船内

### 船室
- 特等室（ツインルーム）
- 一等室（リクライニング椅子席）
- 二等室

### 設備
- サロン
- レストラン